# Vrsta (matematika)
Vŕsta ali števílska vŕsta:59 v matematiki pomeni vsoto zaporedja njenih členov. Vrsta je torej seznam števil z operacijami seštevanja med njimi, na primer kot v aritmetičnem zaporedju:
1 + 2 + 3 + 4 + 5 + ... + 99 + 100.
V večini zanimivih primerov se lahko člene zaporedja, ki se ga sešteva, določi po določenem pravilu, npr. po enačbi, po algoritmu, po zaporedju meritev, ali se jih celo dobi z generatorjem naključnih števil.
Vrste so lahko končne ali neskončne; v prvem primeru se jih obravnava z elementarno algebro, v drugem je treba, če se jih želi uporabiti v koristne namene, poseči po orodjih matematične analize.
Zgledi preprostih vrst vključujejo aritmetično vrsto, ki je vsota členov aritmetičnega zaporedja, zapisana kot:
{\displaystyle \sum _{n=0}^{N}(an+b)\!\,}
in končno geometrično vrsto, vsoto členov geometričnega zaporedja, ki se jo lahko zapiše kot:
{\displaystyle \sum _{n=0}^{N}ak^{n}\!\,.}

## Neskončne vrste
Vsota neskončne vrste a0 + a1 + a2 + ... je limita zaporedja delnih vsot:
{\displaystyle S_{n}=a_{0}+a_{1}+a_{2}+\cdots +a_{n}\!\,,}
ko n → ∞. Ta limita ima lahko končno vrednost in, če jo ima, vrsta konvergira. Če je vrednost neskončna, vrsta divergira. Dejstvo, da neskončne vrste lahko konvergirajo, pojasnjuje matematično stran več Zenonovih paradoksov.
Najpreprostejša konvergentna neskončna vrsta je verjetno:
{\displaystyle 1+{\frac {1}{2}}+{\frac {1}{4}}+{\frac {1}{8}}+{\frac {1}{16}}+\cdots \!\,.}
Lahko se predstavlja njeno konvergenco na realni številski premici: zamisli se daljico dolžine 2, z zaporednimi odseki, označenimi z 1, ½, ¼, itd. Vedno je prostor, da se označi naslednji odsek, ker je dolžina daljice, ki ostaja, vedno enaka kot zadnji označen odsek. Ko se je označilo ½, je še vedno del dolžine ½ neoznačene, in tako se lahko označi naslednji odsek ¼. Ta privzetek ne dokazuje, da je vsota enaka 2 (čeprav je), ampak da je enaka največ 2, oziroma, da ima vrsta zgornjo mejo.
Ta vrsta je geometrična vrsta in se po navadi zapiše kot:
{\displaystyle \sum _{n=0}^{\infty }2^{-n}=\sum _{n=0}^{\infty }\left({\frac {1}{2}}\right)^{n}=2,\quad \left(a=1,k={\frac {1}{2}}\right)\!\,.}
Neskončno vrsto se formalno zapiše kot:
{\displaystyle \sum _{n=0}^{\infty }a_{n}\!\,,}
kjer so členi an realna (ali kompleksna) števila. Ta vrsta konvergira k S, oziroma, je njena vsota enaka S, če limita:
{\displaystyle \lim _{N\rightarrow \infty }\sum _{n=0}^{N}a_{n}\!\,.}
obstaja, in je enaka S. Če takšno število ne obstaja, vrsta divergira.